# Nitra zastávka
Nitra zastávka – przystanek kolejowy w miejscowości Nitra, w kraju nitrzańskim, na Słowacji. 
Znajduje się na niezelektryfikowanej linii 140 Nové Zámky – Prievidza.

## Linie kolejowe[1]
- Linia 140 Nové Zámky – Prievidza